# Pecenijîn
Pecenijîn (în ucraineană Печеніжин) este o așezare de tip urban din raionul Colomeea, regiunea Ivano-Frankivsk, Ucraina. În afara localității principale, nu cuprinde și alte sate.

## Demografie
Componența lingvistică a așezării de tip urban Pecenijîn
     Ucraineană (99,5%)
     Alte limbi (0,47%)
Conform recensământului din 2001, majoritatea populației așezării de tip urban Pecenijîn era vorbitoare de ucraineană (99,5%), existând în minoritate și vorbitori de alte limbi.

## Personalități născute aici
- Oleksa Dovbuș (1700 - 1745), haiduc huțul din Uniunea statală polono-lituaniană, conducător al mișcării insurgente țărănești.